# Coleophora nubivagella
Coleophora nubivagella é uma espécie de mariposa do gênero Coleophora pertencente à família Coleophoridae.